# 三国机密之潜龙在渊
《三国机密之潜龙在渊》（英語：The Secret Dragon in the Abyss），2018年中国大陆古装剧，故事背景为三国时期。本剧改编自作家马伯庸的同名小说，由马天宇、韩东君、万茜、汪小敏、董洁、王阳明、董璇、檀健次、谢君豪及王玉雯领衔主演，腾讯视频于2018年3月27日首播。台灣LiTV 線上影視同步播出。

## 播出时间
| 频道          | 所在地   | 播映日期                        | 时间                                                                      | 备注     |
| 腾讯视频      | 中国大陆 | 2018年3月27日                   | 每周二至周四 20：00 更新2集， VIP会员提前看下周                           | 網络平台 |
| HTV7          | 越南     | 2018年5月22日                   | 每周一至周六 13：00                                                       | 电视频道 |
| channel China | 大韓民國 | 2018年8月23日                   | 每周一至周五 22：00                                                       | 电视频道 |
| 翡翠台        | 香港     | 2018年9月3日/2020年1月2日(重播) | 每周一至周五 19：00－19：30/星期一至五上午10:30-11:30 第50集起11:05-11:30 | 电视频道 |
| HUB娛家戲劇台 | 新加坡   | 2018年12月27日                  | 每周一至周五 21：00－22：00                                               | 电视频道 |
| 八度空间      | 马来西亚 | 2019年2月26日                   | 每周一至周五 20：30－21：30                                               | 电视频道 |
| 東森超視      | 臺灣     | 2019年9月26日                   | 每周一至周五 18：00－19：00                                               | 电视频道 |

## 演員列表

### 主要演員
| 演員                | 角色   | 介紹 | 粵語配音            | 國語配音 |
| 馬天宇              | 劉平   | 劉平，字義和，為漢獻帝劉協之雙胞胎弟弟。自幼就寄養在司馬家，與司馬懿一起長大。病重的劉協安排他入宮好頂替自己撐起復興漢室的重擔；為了向哥哥靠近，曾一度迷失自我，最後他逐漸摸索出一套路，堅持仁道。 | 李凱傑              | 姜廣濤   |
| 馬天宇              | 劉協   | 漢獻帝劉協，一身龍袍加冕，他的眼神堅毅篤定，周身被真龍環繞，透露著信仰不可棄的天子姿態，更是天下第一美男子。18歲。 | 李凱傑              | 姜廣濤   |
| 韓東君 童年：林沐然 | 司馬懿 | 深諳韜略的司馬懿，與劉平情同手足，從小一起長大，有勇有謀，善謀奇策，英俊無比（僅次於劉平），堅挺劍眉之下的眼神如同鷹眼一般銳利，為了輔助劉平復興漢室而選擇潛伏於曹操麾下，後因唐瑛之死而與劉平「割袍斷義」，最後原諒劉平。冷靜沉著且機智敏銳的步步謀劃，是三國時代最終的大贏家。剛出場時的年齡為20歲。                                                 | 黃啟昌 童年：陸惠玲 | 邊江     |
| 萬茜                | 伏壽   | 漢獻帝皇后，劉協的妻子，清麗又英氣，心機深沉，霸氣側漏，一個生在東漢末年的才女，雖貴為后宮之主，卻有著不輸男子的才能，幫助劉平復興漢室，在位時間長達二十年。因為聯絡父親誅殺曹操未果，反被囚禁在冷宮。伏壽為保護劉平，喝下毒藥製造自盡的假相。在劉平完成使命後，伏壽與其歸隱鄉野。剛出場時的年齡為18歲。                                               | 劉惠雲              |          |
| 汪小敏              | 甄宓   | 曹丕搶來的妻子，魏明帝曹叡生母，曾是袁紹次子袁熙妻。傾國傾城，宛若遊龍，絕頂聰明，但又無比冷靜。江南有二喬，河北甄宓俏。23歲。 | 黃昕瑜              | 徐佳琦   |
| 董潔                | 唐瑛   | 唐瑛是漢少帝劉辯的皇后，很有氣質，身懷絕技卻性情冰冷堅毅，人前是雍容的弘農王妃，另一個身分是袁紹組織的西園衛殺手，與司馬懿有著一段淒美的情感糾葛。雖身為女子，但心中肩負使命，使她成為漢世堅實的守護者。為讓天下人都知道曹仁無詔帶兵入宮逼死王妃，引起朝野輿論，讓曹操措不及防，以及讓劉平順理成章地救出司馬懿，而選擇自刎而亡。剛出場時的年齡為20歲。 | 曾秀清              |          |
| 王陽明              | 郭嘉   | 字奉孝，曹操之鬼才謀士，無比英俊，舉手投足間透露著灑脫不羈的性情與深不可測的謀略。後因任紅昌之死而加速病情惡化，臨死前拿出了兩個錦囊交給曹節，一個是克制敵軍的計謀，另一個是劉平身世的秘密。剛出場時的年齡為28歲。 | 梁偉德              | 田波     |
| 董璇                | 任紅昌 | 人稱「貂蟬」，22歲，傾國傾城，琴棋書畫樣樣精通。與郭嘉初為互相利用，後相知相惜相愛。當王越前來刺殺劉平時，任紅昌挺身相救不敵王越被一箭穿心，重傷而亡。 | 詹健兒              |          |
| 檀健次              | 曹丕   | 曹操的次子，20歲。天資聰穎，文武雙全，善於韜光養晦，看似天真簡單，實際心機非常老成深沉，野心勃勃；對皇后心生愛慕，在得知曹昂的死是因為中了自己母親的計之後開始黑化。為了自己的權欲，不惜讓父親背上篡逆弒君的罪名。他在父親死後危機四伏之時，寧可萬劫不復，寧可中原分裂陷入戰亂也要拼死一搏。魏國第一任皇帝。                                           | 張預東              |          |
| 謝君豪              | 曹操   | 天下第一大奸雄，有著無與倫比的氣派。40歲。 | 招世亮              |          |
| 王玉雯              | 曹節   | 曹操的次女，美麗善良，能文能武。喜歡劉平，剛出場時的年齡為18歲。 | 凌晞                | 李詩萌   |

### 其他演員
| 演員   | 角色        | 介紹 | 粵語配音 | 國語配音 |
| 李建義 | 張宇        | 漢獻帝劉協的貼身宦官，對劉協有著一片赤誠之心，知悉劉平身分並為劉平扮好劉協的角色。60歲。 | 陳永信   |          |
| 舒耀宣 | 賈詡        | 字文和。曹操的心腹謀士，被稱為三國第一毒士，智謀絕頂，但行事極為低調，行事獻策都以自保為主。早已知悉皇帝身分，心系漢室的他忍辱負重默默守護漢室，甘願背負罵名沒有拆穿，用自己的智慧幫助劉平一次次度過難關。直到被郭嘉發現，才飛鴿傳書透漏事實。郭嘉在劇中稱他是三姓家奴(但史料記載應是四姓家奴)，最終拜相位列三公之一。 | 朱子聰   | 張遙函   |
| 王仁君 | 荀彧        | 尚書令。字文若，曹操的謀臣，睿智有才能，也是幫助曹操統一北方的首席謀臣和功臣。有“王佐之才”之稱。最終自殺身亡。 | 蘇強文   |          |
| 娜仁花 | 董太后      | 劉協的祖母，照顧年幼喪母的劉協長大成人。 | 黃玉娟   |          |
| 屠楠   | 滿寵        | 許都令。最會察言觀色，做事做人深藏不露，在一連串的皇宮大火、祭祀刺殺等事件中，總是能看清事情真相。 | 陳欣     |          |
| 史文翔 | 冷壽光      | 英俊的少年郎，19歳，曾為神醫華佗的徒弟，但因受同窗郭嘉牽連而慘遭閹割。因愛上伏壽而進宮成為小黃門。王越前來刺殺劉平，冷壽光為了保護皇帝皇后拼命阻攔，最終受了重傷倒在伏壽懷中而亡。臨死前將華陀的青囊書交與伏壽。 | 張方正   | 張赫     |
| 王萌   | 楊修        | 楊彪之子，有才智計謀，與司馬㦤、郭嘉及荀彧不相伯仲。後期中了司馬懿利用伏國丈遺留的書信所布下的離間計，讓曹操堅定的認為其父楊彪也是參與謀反的亂黨，而主動請求代父而死。 | 李致林   | 齐斯伽   |
| 常鋮   | 楊俊        | 劉平尚未入宮前的養父，為了守施行秘密計畫而自斷一隻手。 | 劉昭文   | 寶木中陽 |
| 張琪   | 楊彪        | 漢室太尉，楊修的父親。 |          |          |
| 李燕生 | 孔融        | 忠於漢室，注重禮教。後被曹操以違反禁酒令而滿門抄斬。 | 黃子敬   | 湯水雨   |
| 李躍民 | 董承        | 漢靈帝母董太后之侄，董妃的父親。在押送途中，遭郭嘉事先下毒身亡。 |          |          |
| 王藝諾 | 董少君/董妃 | 漢獻帝劉協之妾，董承之女，美麗可愛，單純天真。與趙彥為青梅竹馬。因父親董承謀反事敗受牽連，17歳便因難產而香消玉殞。 | 何寶珊   |          |
| 孫祖君 | 王服        | 天下第一劍客王越之弟，唐瑛的舊識，並教導她劍術。後為保護唐瑛不受起義失敗牽連，自行撞在她的劍鋒上自殺身亡。 | 黃積權   | 魏超     |
| 喬晟一 | 王越        | 天下第一劍客，王服之兄，曾脅持曹丕，後來教授曹丕劍法，最後被曹丕殺害。 | 李錦綸   |          |
| 王藝霖 | 趙彥        | 英俊的少年郞，孔融的學生，董妃的青梅竹馬，深愛董妃，查明真相後，為光復漢室的大局保守秘密，當眾割舌以示決心。出宮時，滿寵意圖抓趙彥審問，於是他選擇自盡以求保守這個天大的秘密。19歳便已去世。 | 曹啟謙   |          |
| 劉昱晗 | 曹植        | 字子建，曹操第四子，多才多藝，非常聰明的俊美少年，被父親曹操極為看重，但被兄長曹丕忌憚。原是曹操心儀的繼任人選，娶崔琰侄女為妻，但因其支持漢室令曹操失望而被軟禁。剛出場的時候只有15歳。 | 陳灝瑋   |          |
| 蔣博倫 | 曹叡        | 字元仲，是曹魏的第二位皇帝，曹丕的長子。 | 雷碧娜   |          |
| 夏志卿 | 司馬防      | 司馬朗與司馬懿的父親。 |          |          |
| 賈本初 | 司馬朗      | 司馬懿的大哥，為人坦蕩正直。 | 鄧志堅   |          |
| 林靜   | 何皇后      | 漢室皇后，看似溫柔卻城府極深。先漢少帝劉辯的生母。 | 梁少霞   |          |
| 魯玉傑 | 伏完        | 伏壽之父，漢獻帝劉協的岳丈。因司馬懿告發兵變的事而亡。 | 招世亮   |          |
| 關美婷 | 呂姬        | 呂布的獨生女，甄宓身邊的侍女。 |          |          |
| 鄧英   | 卞夫人      | 曹操之妻，曹丕、曹植及曹節的母親。40歲 | 沈小蘭   |          |
| 徐豐年 | 袁紹        | 太尉，於官渡之戰被曹操一方打敗，最後吐血身亡。 | 葉振聲   |          |
| 張瑞珈 | 袁紹夫人    | | 陸惠玲   |          |
| 小小白 | 袁熙        | 袁紹的二兒子，甄宓的第一任丈夫。 | 關令翹   |          |
| 何果軒 | 曹仁        | 將軍，曹操之堂弟。 | 蕭徽勇   |          |
| 陳曄   | 潘揚        | 袁紹組織的西園衛門徒，唐瑛的師兄。盧龍一役，被曹丕認出，命令手下從背後偷襲而亡。 | 陳耀楠   |          |
| 鄧尚   | 徐福        | 隱士俠客，為報恩效力於楊彪。楊彪配去刺殺曹操的刺客。又名徐庶，先後成為劉備、曹操的臣子。 | 李鎮然   |          |
| 畢海峰 | 審配        | 字正南，袁紹的心腹，審榮的父親。不願投降曹操而被斬。 |          |          |
| 張博涵 | 審榮        | 審配的兒子（正史為其姪兒），心思單純，把司馬懿當兄弟。 | 黃積權   |          |
| 楊明鑫 | 鄧展        | 郭嘉的手下，22集被派去淳于瓊的軍中臥底。 | 陳卓智   |          |
| 李泓瑞 | 淳于瓊      | 袁紹的手下大將。 | 陳永信   |          |
| 張雷   | 崔琰        | 字季珪。初為袁紹所辟，後為曹操帳下謀士。 | 潘文柏   |          |
| 宋慶   | 許攸        | 字子遠。許攸年輕時與袁紹、曹操相友善，原為袁紹帳下謀士；官渡之戰之際，許攸本無真投曹之意，但是在劉平的挑撥下最終決定背叛袁紹，告訴了曹操袁軍真正的藏糧地點。最後被審配所殺。 | 翟耀輝   |          |
| 徐文浩 | 柳毅        | 受袁紹聚儒令招來的書生之一。在曹操遷至鄴城之後，晉升為許都令。 | 鍾見麟   |          |
| 余銘軒 | 盧毓        | 字子家。伏完的學生，在鄴城被伏壽認出，並命令他暗中輔助天子劉平。 | 李鎮然   |          |
| 李駿賢 | 胡車兒      | | 李安邦   |          |
| 松原   | 蜚先生      | 郭嘉的師兄，下藥害郭嘉強暴小師妹華丹而結下樑子，最後在官渡之戰戰敗之後，被郭嘉所殺。 | 雷霆     |          |
|        | 軻比能      | 鮮卑首領之一，出身鮮卑支部，稱雄漠南，之後被刺客韓龍所殺。 |          |          |
| 王澤宗 | 張繡        | | 馮錦堂   |          |
| 艾里庫 | 許褚        | | 陳卓智   |          |
| 張莘榮 | 種輯        | | 雷霆     |          |
| 邢文傑 | 張掌櫃      | | 潘文柏   |          |

## 电视原声带

### 中国大陆
| 曲序 | 曲目             |        | 作曲   | 演唱   |
| ---- | ---------------- | ------ | ------ | ------ |
| 1.   | 少年志（片尾曲） | 郑乃俞 | 陳雪燃 | 王啸坤 |

### 香港
| 曲序 | 曲目               |      | 作曲   | 演唱   |
| ---- | ------------------ | ---- | ------ | ------ |
| 1.   | 今生無憾（主题曲） | 楊熙 | 張家誠 | 胡鴻鈞 |